# Marco de India Muerta
El marco de India Muerta o marco de Don Carlos es una antigua marca fronteriza que sirvió, entre otras, para señalizar los nuevos límites entre el imperio español y el portugués. En la actualidad se exhibe como monumento en la localidad de Rocha, Uruguay.

## Historia
Tras el Tratado de Tordesillas los problemas fronterizos entre el imperio español y el portugués en América continuaron.
En 1680, Portugal  fundó Colonia del Sacramento transgrediendo los límites establecidos en dicho tratado y para solucionar los problemas limítrofes los Imperios firmaron un nuevo acuerdo, el Tratado de Madrid en 1750, que sustituyó al de Tordesillas.
Según el nuevo tratado, Portugal debía ceder a España Colonia del Sacramento y España debía ceder siete pueblos de las Misiones.
Para señalizar los nuevos límites, se organizaron partidas de ambas partes. Cada partida española y portuguesa contaba con sus comisarios, astrónomos, ingenieros, geógrafos y también con sus capellanes, cirujanos, escoltas y el personal de servicio.
La primera partida del sur debía colocar tres marcos, el primero en Castillos Grandes, en la falda del cerro de la Buenavista —marco de Castillos—; el segundo en India Muerta y el tercero en el cerro De Los Reyes —Lavalleja—, Marco de los Reyes.
Colocado el primer marco en Castillos, debía colocarse el segundo, el de India Muerta, también llamado Marco de Don Carlos y, tras algunas controversias, el marco fue colocado finalmente el 27 de noviembre de 1752.
Según J. M. De La Sota “Quedando este marco con el Cerro de Chafalote, en el ángulo de 86° en el cuadrante de N-O- verdadero descontando 15 grados y 30 minutos".
Actualmente el Marco de India Muerta se exhibe en la plaza Lapeyre, en Rocha, Uruguay, donde fue colocado en 1892.